# Dontuzia psychotriae
Dontuzia psychotriae — вид грибів, що належить до монотипового роду  Dontuzia.